# Schloss Meysenbug

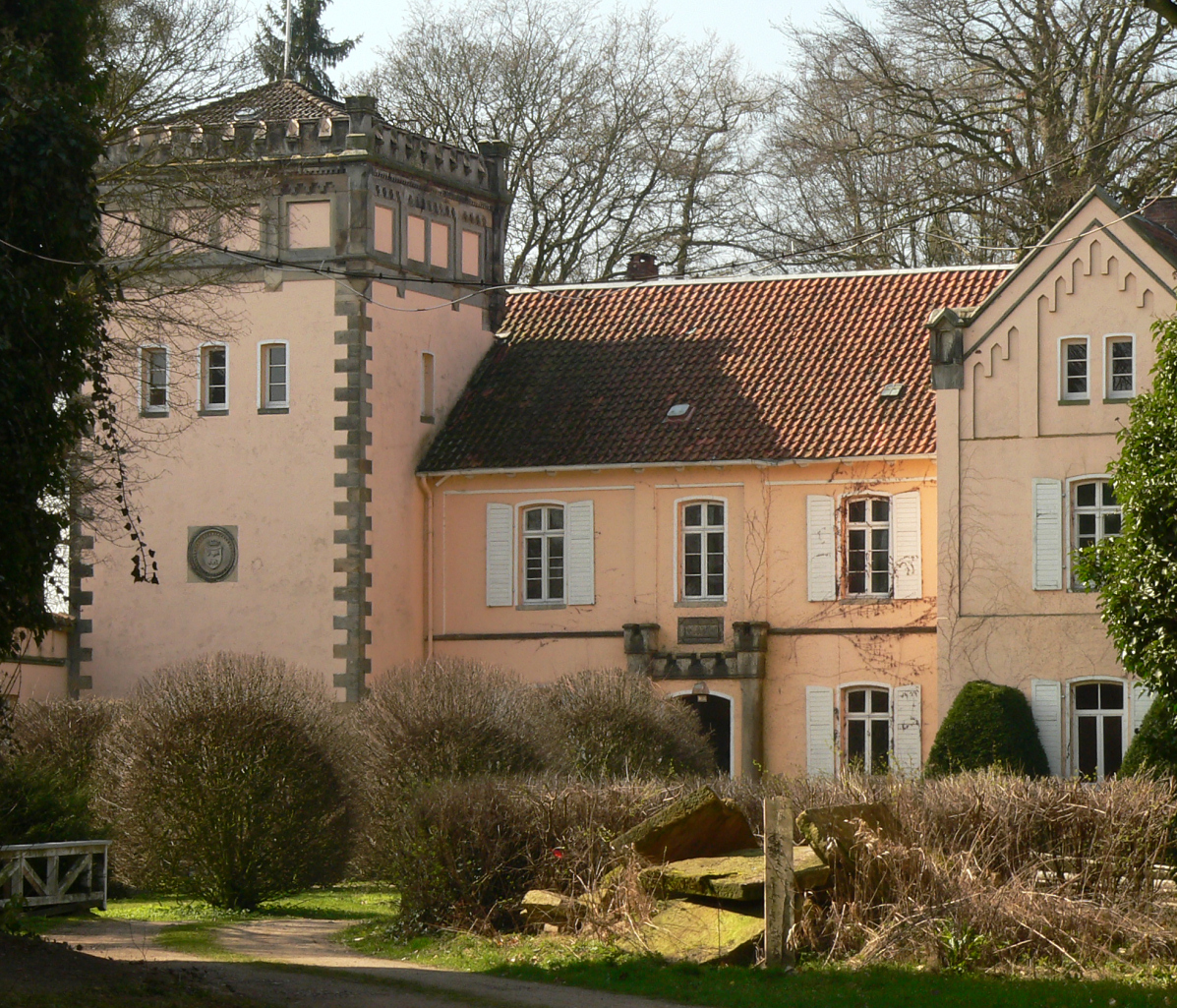
Herrenhaus von Schloss Meysenbug

Schloss Meysenbug ist ein 1867 im Stil der englischen Neugotik, dem Tudorstil, errichtetes Schloss in Lauenau  in Niedersachsen.

## Beschreibung

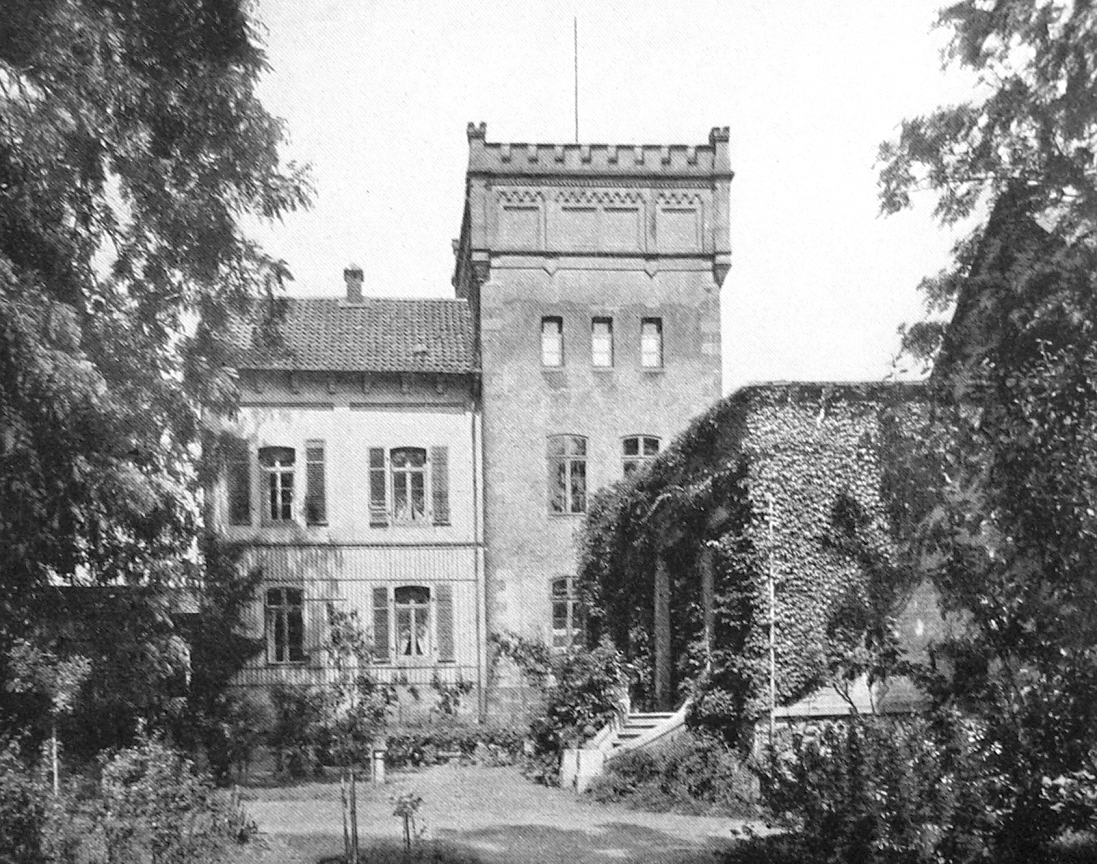
Ansicht um 1912

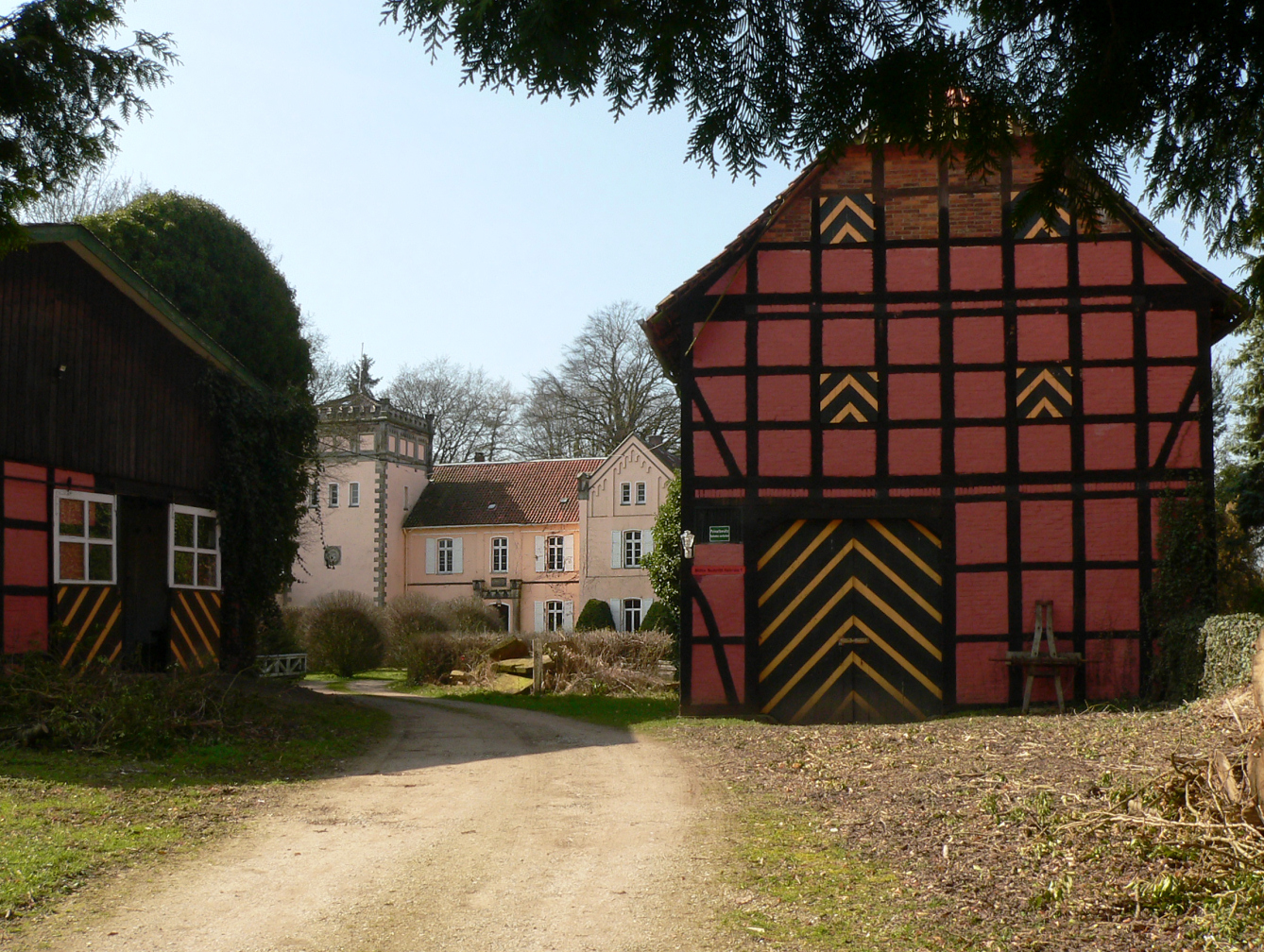
Zufahrt

Das Gut Meysenbug wird erstmals 1499 als Burg ("castrum") erwähnt, als die Grafen von Holstein-Schaumburg die Herren von Zerssen damit belehnen. Vorher soll es den Herren von Bardeleben gehört haben.  Bei einem Stadtbrand im Jahr 1570 wurde die Anlage zerstört und zwischen 1604 und 1610 von Wulfferd von Zerßen als Wasserburg wieder aufgebaut. Er hatte das Anwesen von Graf Anthonius von Holstein-Schaumburg als Lehen erhalten. Die Anlage war der Herrensitz des von Meysenbugschen Gutes aus dem frühen 17. Jahrhundert. 1776 erfolgte ein Umbau, bei dem der sechseckige Treppenturm, der Altan und die Seitengiebel entfernt wurden.
Am 26. August 1828 wurde Carl Rivalier von Meysenbug vom hessischen Kurfürsten Wilhelm II. mit dem Gut belehnt. Carl Rivalier von Meysenbug wurde vom Kurfürsten bereits 1825 in den Adelsstand mit der Namenserweiterung von Meysenbug erhoben. Der Name stammt von der 1810 mit Heinrich von Meysenbug ausgestorbenen Familie.
1867 wurde die Schlossanlage abgerissen und in Anlehnung an den englischen Tudorstil neu errichtet. Auch die Graft wurde verfüllt. 1897 kam es zu einer baulichen Erweiterung der Anlage durch einen Ziegelbau. Das Schloss wurde bis in die heutige Zeit (2014) von der Familie von Meysenbug bewohnt, dann aber verkauft.